# Distretto di Ostrowiec Świętokrzyski
Il distretto di Ostrowiec Świętokrzyski (in polacco powiat ostrowiecki) è un distretto polacco appartenente al voivodato della Santacroce.

## Geografia antropica

### Suddivisioni amministrative
Il distretto comprende 6 comuni.
- Comuni urbani: Ostrowiec Świętokrzyski
- Comuni urbano-rurali: Ćmielów, Kunów
- Comuni rurali: Bałtów, Bodzechów, Waśniów